# Saint-Pierre-de-Salerne
Saint-Pierre-de-Salerne é uma comuna francesa na região administrativa da Normandia, no departamento de Eure. Estende-se por uma área de 7 km². Em 2010 a comuna tinha 249 habitantes (densidade: 35,6 hab./km²).